# Церковь Владимирской иконы Божией Матери (Тучково)
Церковь Владимирской иконы Божией Матери — храм Муромской епархии Русской православной церкви, расположенный в селе Тучково Селивановского района Владимирской области

## Описание
Каменный храм в селе Тучково был устроен в 1874 году на средства купца Платона Герасимова. «Престолов в храме три: главный в честь Владимирской иконы Божией Матери; в трапезе во имя Архистратига Михаила и св. муч. Платона». Трапеза освящена в 1875 году, а главный храм — в 1881.
В 1969 году в собрание Саратовского Радищевского музея поступил фрагмент иконостаса, обнаруженный в 1965 экспедицией Государственной Третьяковской галереи в закрытой церкви села Тучкова Селивановского района Владимирской области. Иконы находились в аварийном состоянии и были по существу спасены экспедицией от полного разрушения. В Радищевский музей они поступили под профилактическими заклейками. При реставрации были укреплены и освобождены от поздней записи.
Первой в 1975 реставратором высшей категории ВХНРЦ имени И. Э. Грабаря Г. В. Цируль раскрыта икона «Святой благоверный князь Федор». Основные реставрационные работы проводились реставратором высшей категории ВХНРЦ О. А. Пригородовой и при её участии реставраторами музея.